# Federația de Fotbal a Tanzaniei
Federația de Fotbal a Tanzaniei este forul ce guvernează fotbalul în Tanzania. A fost fondată în 1930 și este afiliată FIFA din 1964.